# Su (kana)

Su w hiraganie

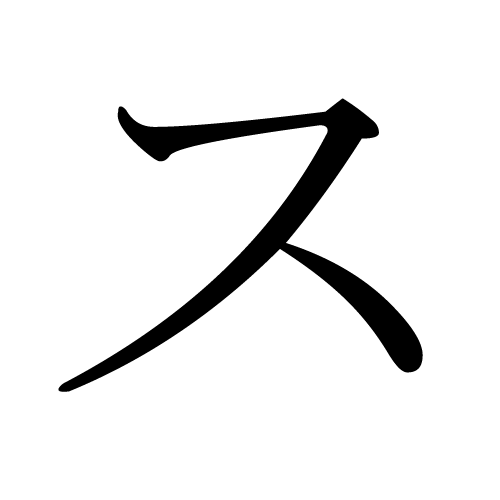
Su w katakanie

Zu w hiraganie

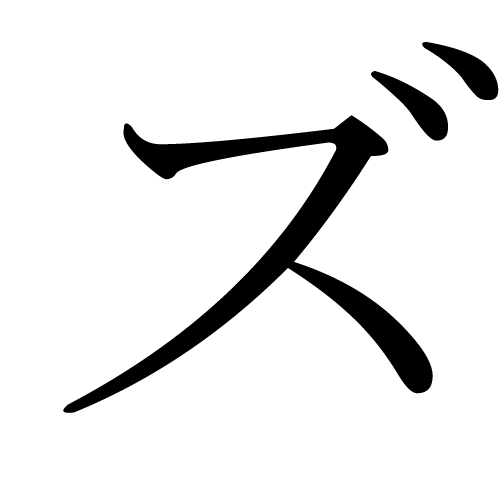
Zu w katakanie

Su – trzynasty znak japońskich sylabariuszy hiragana (す) i katakana (ス). Reprezentuje on sylabę su. Pochodzi bezpośrednio od znaków kanji 寸 (wersja w hiraganie) i 須 (wersja w katakanie). Po dodaniu dakuten w obydwu wersjach znaku (ず i ズ) reprezentuje on sylabę zu.